# Alison Brie
Alison Brie Schermerhorn (* 29. Dezember 1982 in Pasadena, Kalifornien) ist eine US-amerikanische Schauspielerin, bekannt durch ihre Serienrollen als Annie Edison in Community,  Ruth Wilder in GLOW und Trudy Campbell in Mad Men.

## Leben
Brie startete ihre Karriere als Darstellerin auf der Bühne in einem jüdischen Gemeindezentrum in Südkalifornien. Sie absolvierte ein Studium am California Institute of the Arts mit einem Bachelor in Theater. Bevor sie jedoch als Fernsehschauspielerin tätig wurde, arbeitete Brie als Clown auf Geburtstagsfeiern und trat im Theater auf. Eine Zeit lang studierte sie zudem an der Royal Scottish Academy of Music and Drama im schottischen Glasgow.
Eine von Bries ersten Rollen im Fernsehen war eine Nebenrolle in der Serie Hannah Montana. Breitere Bekanntheit erlangte sie mit ihrer Rolle der Trudy Campbell in der Serie Mad Men. Des Weiteren spielt sie die Rolle der Annie Edison in der Serie Community. In der Netflix-Animationsserie BoJack Horseman sprach sie von 2014 bis 2020 im Original Diane Nguyen. Zwischen 2017 und 2019 spielte sie die Hauptrolle in der Netflix-Serie GLOW.
Im August 2015 verlobte sie sich mit dem Schauspieler Dave Franco. Die beiden heirateten im März 2017.
2018 wurde sie in die Academy of Motion Picture Arts and Sciences aufgenommen, die jährlich die Oscars vergibt.
Für Horse Girl aus dem Jahr 2020 war sie erstmals als Drehbuchautorin und Produzentin tätig.

## Filmografie (Auswahl)
- 2006: Hannah Montana (Fernsehserie, Episode 1x05)
- 2007: Born
- 2007: Not Another High School Show (Fernsehfilm)
- 2007: Dickie Smalls – From Shame to Fame
- 2007–2015: Mad Men (Fernsehserie, 38 Episoden)
- 2008: Parasomnia
- 2008: Detention – Gejagt (The Deadliest Lesson, Fernsehfilm)
- 2008: The Coverup
- 2008: My Alibi (Fernsehserie, 14 Episoden)
- 2009: Hot Sluts (Fernsehserie, 5 Episoden)
- 2009–2015: Community (Fernsehserie, 110 Episoden)
- 2010: Montana Amazon
- 2010: Raspberry Magic
- 2011: Scream 4
- 2011: CollegeHumor Originals (Fernsehserie, Episode 1x179)
- 2012: Save the Date
- 2012: Fast verheiratet (The Five-Year Engagement)
- 2012: Sketchy (Fernsehserie, Episode 1x18)
- 2012: NTSF:SD:SUV:: (Fernsehserie, Episode 2x03)
- 2012: American Dad (Fernsehserie, Episode 8x06, Stimme von Lindsay)
- 2013: Kings of Summer (The Kings of Summer)
- 2013: The Misadventures of the Dunderheads
- 2014: The LEGO Movie (Stimme von Unikitty)
- 2014: Search Party
- 2014–2020: BoJack Horseman (Animationsserie, Stimme von Diane Nguyen, 77 Episoden)
- 2015: Sleeping with Other People
- 2015: Der Knastcoach (Get Hard)
- 2015: No Stranger Than Love
- 2016: How to Be Single
- 2016: Joshy
- 2016: Get a Job
- 2016: Das Glück des Augenblicks (A Family Man)
- 2016: Doctor Thorne (Fernsehserie, 4 Episoden)
- 2017: Teachers (Fernsehserie, Episode 1x01)
- 2017: Dr. Ken (Fernsehserie, Episode 2x22)
- 2017: The Little Hours
- 2017: The Disaster Artist
- 2017: Die Verlegerin (The Post)
- 2017–2019: GLOW (Fernsehserie, 30 Episoden)
- 2019: The LEGO Movie 2 (The LEGO Movie 2: The Second Part, Stimme von Einhorn-Kitty)
- 2019: Drunk History (Fernsehserie, Episode 6x05)
- 2020: Promising Young Woman
- 2020: Horse Girl (auch Buch und Produktion)
- 2020: Tod im Strandhaus (The Rental)
- 2020: Happiest Season
- 2021: Rick and Morty (Fernsehserie, Episode 5x03, Stimme von Planetina)
- 2021: Star Wars: Visionen (Star Wars: Visions, Fernsehserie, Episode 1x03, Stimme von Am)
- 2021: Cinema Toast (Fernsehserie, Episode 1x01, Stimme von Jane)
- 2022: Spin Me Round (auch Buch und Produktion)
- 2022: Roar (Fernsehserie, Episode 1x06)
- 2023: Marvel’s Moon Girl and Devil Dinosaur (Fernsehserie, Episode 1x01, Stimme von Aftershock)
- 2023: Jemand, den ich mal kannte (Somebody I Used to Know)
- 2023: Freelance
- 2024: Apples Never Fall (Fernsehserie, 8 Episoden)
- 2024–2025: Krapopolis (Fernsehserie, 2 Episoden, Stimme von Tina)
- 2025: Together – Unzertrennlich (Together, auch Produktion)

## Auszeichnungen und Nominierungen
Golden Globe Award
- 2018: Nominierung als beste Serien-Hauptdarstellerin – Komödie oder Musical für GLOW
- 2019: Nominierung als beste Serien-Hauptdarstellerin – Komödie oder Musical für GLOW

Screen Actors Guild Award
- 2009: Bestes Schauspielensemble in einer Dramaserie für Mad Men
- 2018: Nominierung für das beste Schauspielensemble in einer Comedyserie für GLOW
- 2018: Nominierung als beste Darstellerin in einer Comedyserie für GLOW
- 2019: Nominierung für das beste Schauspielensemble in einer Comedyserie für GLOW
- 2019: Nominierung als beste Darstellerin in einer Comedyserie für GLOW

Critics’ Choice Television Award
- 2012: Nominierung als beste Nebendarstellerin in einer Comedyserie für Community
- 2018: Nominierung als beste Hauptdarstellerin in einer Comedyserie für GLOW